# Guglielmo Borremans
Guglielmo Borremans (* 1672 in Antwerpen; † 1724 in Palermo; genannt Fiammingo) war ein flämischer Maler, der seine Haupttätigkeit in Kampanien, Kalabrien und auf Sizilien entfaltete.

## Leben
Unter dem Namen Wilhelm Borremans war er 1688/1689 als Lehrjunge des Antwerpener Malers Pieter van Lint eingetragen. Kurz nach 1700 ging er nach Italien. 1704–1706 ist er in Kalabrien dokumentiert, wo er Tafelbilder und Fresken schuf. Es folgte ein Aufenthalt in Neapel. Dort setzte er sich insbesondere mit den Werken von Luca Giordano und Paolo De Matteis auseinander. Um 1715 ließ er sich in Palermo nieder.
Hier entwickelte er einen eigenen Stil aus einer Verbindung seiner flämischen Ausbildung und den in Neapel gewonnenen künstlerischen Erkenntnissen.
Sein unverwechselbarer künstlerischer Ausdruck und sein hohes handwerkliches Geschick machten ihn rasch zu einem der beliebtesten Maler Siziliens, dessen Fresken in zahlreichen Kirchen auf der ganzen Insel zu finden sind.
Sein Sohn Luigi und der Enkel Guglielmo d. J. waren ebenfalls als Maler auf Sizilien tätig.

## Werk (Auswahl)
- Cappella di Santa Caterina d´Alessandria in Cosenza: Fresko „Glorie der Hl. Katharina“ (1705)
- Kathedrale in Cosenza: Madonna, Kind und Heiliger Antonius
- Santa Maria dell´Amiraglio, gen. „Martorana“ in Palermo: Fresken „Szenen aus dem Leben Jesu“ (1717) und „Triumph des Benediktinerordens“
- San Vincenzo Ferreri in Nikosia (Sizilien): mit dem Fresko „Glorie des Vinzenz Ferrer und andere heiliger Dominikaner“
- San Giuseppe dei Teatini in Palermo: Fresken (1724)
- SS. Quaranta Martiri alla Grilla in Palermo: Fresken
- Santa Maria di Montevergine in Palermo: Fresken (1721)
- San Giovanni Ev. in Piazza Armerina: Fresken (um 1722)
- Chiesa dei Minoriti in Catania: „Verkündigung“
- Santa Maria la Nova in Caltanissetta: Fresken (1722)
- San Antonio Buccheri: zwei Gemälde auf Leinwand „Hl. Antonius“ und „Hl. Vitus“
- Chiesa Matrice in Alcamo: Fresken (1736–37)
- Santa Agata in Caltanissetta: Fresken

Kathedrale in Enna: Fresken